# Séleucos du Bosphore
Pour les articles homonymes, voir Séleucos.
Séleucos du Bosphore (grec ancien : Σέλευκος) est un roi du Bosphore d'environ 433 à 393 av. J.-C.

## Origine
On considère désormais généralement que Séleucos est un fils de Spartokos Ier et le frère et corégent de Satyros Ier.

## Règne
L'absence de cohérence entre les durées des règnes des premiers rois du Bosphore avec les synchronismes entre les archontes athéniens et les consuls ou tribuns militaires romains signalés par Diodore de Sicile a déjà été relevée. L'historien indique en effet lorsqu'il rapporte la mort de Spartokos Ier :

« ... Apseudès étant archonte d'Athènes... Dans cette année [c.-à-d. 433/432 av. J.-C.], quatrième année de la LXXXVIe olympiade, mourut Spartakos, roi du Bosphore, après un règne de dix-sept ans. Séleucos, son successeur, régna quatre ans... »

Il précise ensuite :

« Démostrate fut nommé archonte d'Athènes, et à Rome six tribuns militaires exercèrent l'autorité consulaire, quatrième année de la XCVIe olympiade [soit l'année 393 av. J.-C.]. À cette même époque Satyros, fils de Spartakos, roi du Bosphore, mourut après un règne de quatorze ans. Son fils Leucon lui succéda et régna quarante ans... »

Sur ces bases chronologiques fluctuantes, les historiens modernes estiment que Séleucos et Satyros Ier ont régné conjointement entre 433 et  393 av. J.-C.  et qu'ensuite c'est Satyros Ier (ultime successeur de Spartokos Ier) qui a régné seul pendant 4 ans.